# Villeneuve-Saint-Georges (tổng)
Tổng Villeneuve-Saint-Georges là một tổng thuộc tỉnh Val-de-Marne trong vùng Île-de-France.

## Các xã
Tổng Villeneuve-Saint-Georges bao gồm phần phía tây và nam của xã Villeneuve-Saint-Georges. Phần phía đông bắc của Villeneuve-Saint-Georges thuộc tổng Valenton.
| Xã                                        | Dân số | Mã bưu chính | Mã insee |
| ----------------------------------------- | ------ | ------------ | -------- |
| Villeneuve-Saint-Georges, commune entière | 28 361 | 94 190       | 94 078   |

## Thông tin nhân khẩu
| 1962                                                     | 1968 | 1975 | 1982 | 1990   | 1999   |
| -------------------------------------------------------- | ---- | ---- | ---- | ------ | ------ |
|                                                          |      |      |      | 18 146 | 20 106 |
| Nombre retenu à partir de 1962 : dân số không tính trùng |      |      |      |        |        |